# Fulbert Janin
Fulbert Janin est un acteur français né Fulbert Lathelier le 12 juin 1926 à Paris et mort le 1er janvier 2011 à Mantes-la-Jolie.

## Filmographie

### Cinéma
- 1951 : Sous le ciel de Paris de Julien Duvivier
- 1952 : L'Amour toujours l'amour de Maurice de Canonge
- 1957 : Donnez-moi ma chance de Léonide Moguy
- 1958 : Rafles sur la ville de Pierre Chenal
- 1958 : Mon coquin de père de Georges Lacombe
- 1961 : Cause toujours, mon lapin de Guy Lefranc
- 1961 : Les Livreurs de Jean Girault
- 1962 : Les Culottes rouges d'Alex Joffé
- 1963 : Les Bricoleurs de Jean Girault
- 1971 : Un cave de Gilles Grangier
- 1974 : Voyage en Grande Tartarie de Jean-Charles Tacchella
- 1976 : L'Année sainte de Jean Girault
- 1977 : Le mille-pattes fait des claquettes de Jean Girault
- 1990 : Dames galantes de Jean-Charles Tacchella
- 1992 : L'Homme de ma vie de Jean-Charles Tacchella

### Télévision
- 1956 : La Famille Anodin (série télévisée)
- 1958 : En votre âme et conscience :  L'Affaire de Villemomble de Claude Barma
- 1960 : Un poing final (Les Cinq Dernières Minutes) de Claude Loursais
- 1961 : Les Cinq Dernières Minutes, épisode Sur la piste... de Claude Loursais
- 1962 : Les Cinq Dernières Minutes, épisode C'était écrit de Claude Loursais
- 1963 : L'Eau qui dort (Les Cinq Dernières Minutes no 28) de Claude Loursais
- 1972 : Pouchkine de Jean-Paul Roux
- 1973 : La Duchesse d'Avila de Philippe Ducrest
- 1983 : Les Enquêtes du commissaire Maigret, épisode : Un Noël de Maigret de Jean-Paul Sassy